# Okręg wyborczy Abercromby
Okręg wyborczy Abercromby powstał w 1885 r. i wysyłał do brytyjskiej Izby Gmin jednego deputowanego. Okręg położony był w Liverpoolu. Okręg został zlikwidowany w 1918 r.

## Deputowani do brytyjskiej Izby Gmin z okręgu Abercromby
- 1885–1906: William Frederic Lawrence, Partia Konserwatywna
- 1906–1910: John Seely, Partia Liberalna
- 1910–1917: Richard Chaloner, Partia Konserwatywna
- 1917–1918: Edward Stanley, lord Stanley, Partia Konserwatywna